# Evangelische Omroep
De Evangelische Omroep (EO) is een Nederlandse publieke omroep met een evangeliserende inslag. De EO telde in 2021 320.000 leden, waarmee het de drie-na-grootste Nederlandse publieke omroep is.

## Geschiedenis

### Oprichting (1965-1970)

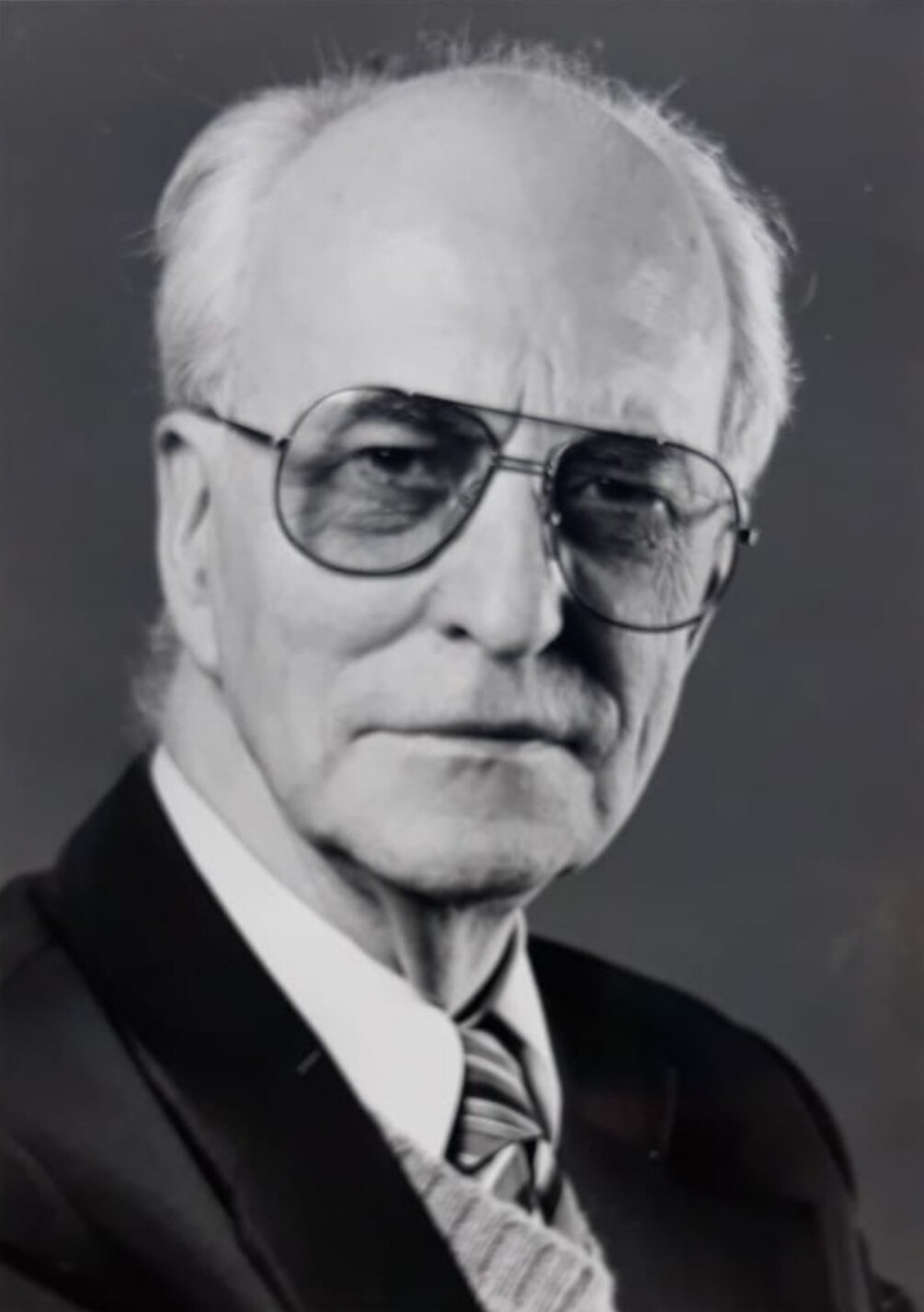
Willem Glashouwer sr. (1980)

De aanleiding tot de oprichting van de EO lag in iets betrekkelijk kleins: in 1965 schrapte de NCRV (Nederlandse Christelijke Radiovereniging) het "ziekenuurtje" van de Nederlandse Christelijke Gemeenschapsbond (NCGB) op de radio. De NCGB was niet tevreden met dat besluit en overlegde in een vergadering over alternatieve wegen om alsnog uit te kunnen zenden op de radio. Er was een nieuwe omroepwet in de maak (deze werd in 1967 van kracht) die het publieke omroepbestel openbrak en leidde tot de start van een derde radiozender, Hilversum 3, die qua inhoud nog niet nader ingevuld was. Op dit derde net was vast wel plek voor een evangelisch radioprogramma, zo dacht men. Johan van Oostveen, bestuurslid van de NCGB, zocht in oktober 1965 contact met Jan Kits sr., directeur van Conferentiecentrum 'Het Brandpunt' in Doorn. Rondom de twee vormde zich vervolgens een kleine groep met onder anderen dominee Willem Glashouwer sr. (net als Kits betrokken bij de Maranathabeweging rondom evangelist Johannes de Heer), dominee Herman Hegger en Albert Ramaker (voorzitter van Youth for Christ en betrokken bij Trans World Radio).
Op 11 december 1965 vergaderde deze groep in Het Brandpunt en de sfeer was enthousiast. Een van de belangrijkste motieven van de groep was het doen terugkeren van ziekenuurtjes, koorzang en het geestelijk lied van Johannes de Heer op de radio. De NCRV, in 1924 mede opgericht door De Heer, was gedurende de jaren zestig steeds minder tijd gaan inruimen voor dit soort zaken. De groep rondom Kits en Van Oostveen had echter geen idee hoe programma's gemaakt moesten worden en wist ook weinig af van omroepwetgeving. Op 14 mei 1966 richtte men officieel een 'actiecomité' op, dat zich ook als zodanig presenteerde richting de NCRV. Die omroep zag hen vooral als pressiegroep die gedreven werd door onvrede.
Nadat duidelijk was geworden dat Hilversum 3 zich vooral zou profileren als zender met popmuziek, en nadat de NCRV had aangegeven het actiecomité geen zendtijd te willen geven, richtte men op 21 april 1967 de stichting De Evangelische Omroep op. Kits was voorzitter en Ramaker secretaris. In artikel 3 van de statuten werd het doel van de stichting vermeld: "... de bevordering in de ruimste zin des woords, van de verkondiging van het Evangelie van Jezus Christus door middel van radio- en televisie-uitzendingen". Aanvankelijk was het acroniem van de omroep 'D.E.O.' (Deo betekent in het Latijn 'voor God'). Toen onder andere de Bond tegen het Vloeken hier bezwaar tegen had gemaakt, veranderde de naam in 1968 in EO. In september 1968 kondigde de omroep aan te streven naar een eigen zendmachtiging. Hiervoor waren volgens de nieuwe Omroepwet 15.000 leden nodig. Om een breed draagvlak te krijgen in de hervormde, gereformeerde en evangelische kerken verbreedde het bestuur van de EO zich op advies van Hegger met mensen uit zo veel mogelijk stromingen. De evangelische beweging was eind jaren zestig nog zeer klein en de doelgroep was dus in overgrote meerderheid gereformeerd of hervormd van achtergrond. Kits en Ramaker (beide evangelisch) stonden de leiding af aan de gereformeerden Johan Rippen en J.C. Maris om het draagvlak nog extra te vergroten. Driemaal bracht de EO om leden te werven een krant uit getiteld Vizier, in een oplage van 100.000. Deze krant werd in 1970 omgewerkt tot programmablad Visie. Na ruim twee jaar haalde de EO de grens van 15.000 leden en vanaf 1 april 1970 mocht het uitzenden als aspirant-zendgemachtigde.

### Bolwerk tegen secularisatie (1970-1984)
Door de jaren heen heeft de EO zich op verschillende manieren willen profileren binnen het Nederlandse omroepbestel. In de beginjaren rond 1970, een tijd van snelle ontkerkelijking, wilde de omroep een bolwerk zijn in de strijd tegen de secularisatie, en een orthodox geluid laten horen. De eerste twee jaren stonden bovendien in het teken van het werven van nog meer leden: een aspirant-zendgemachtigde die er niet in slaagde om binnen twee jaar van 15.000 naar 100.000 leden te groeien, was gedwongen weer uit de ether te verdwijnen. De EO redde het ternauwernood en ondanks een negatief advies van de Omroepraad (die de nieuweling niet zag zitten) verleende minister Engels op 16 mei 1972 de EO de C-status, waarmee het fors meer uitzendtijd kreeg.

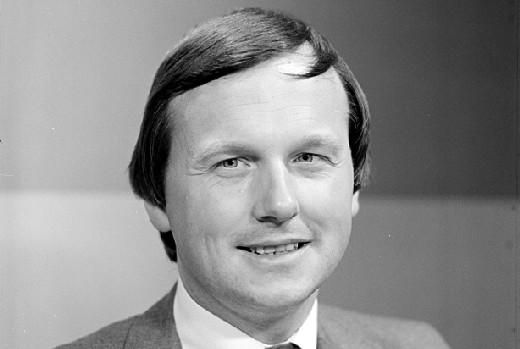
Directeur Bert Dorenbos in zijn omroepjaren

De omroep was in 1970 gestart zonder gekwalificeerd personeel en zonder enige ervaring met het maken van tv- en radioprogramma's. De programma's uit de eerste helft van de jaren zeventig straalden daardoor een zeker amateurisme uit. Uit deze tijd dateren programma's zoals voor de kinderen EO Kinderkrant en het creationistische Adam of Aap?, waarmee door sommige andere omroepen zoals de VARA en de VPRO maar ook door cabaretiers e.d. de draak werd gestoken. De nog weinige zendtijd als C-omroep werd grotendeels gevuld met kerkzang, toespraken van predikanten en evangelisten (zoals Kits, Glashouwer en Maris), natuurfilms en kinderprogramma's. De EO nam ook scherp stelling tegen zaken als abortus, drugs en de "algemene verloedering van de maatschappij" zoals de omroep het zag. Tevens was er veel aandacht voor het creationisme versus de evolutietheorie (er werden verscheidene debatten georganiseerd tussen voor- en tegenstanders hiervan). Er waren geloofsopbouwende thema's als Bijbelstudieprogramma's voor radio en televisie. Ook EO Metterdaad startte in deze periode, in 1972. In 1975 werden de eerste regionale jongerendagen gehouden; deze zouden de basis leggen voor de jaarlijks terugkerende EO-Jongerendag die jarenlang werd gepresenteerd door Henk Binnendijk en Jan van den Bosch.

### Crisis en transformatie (1984-1992)

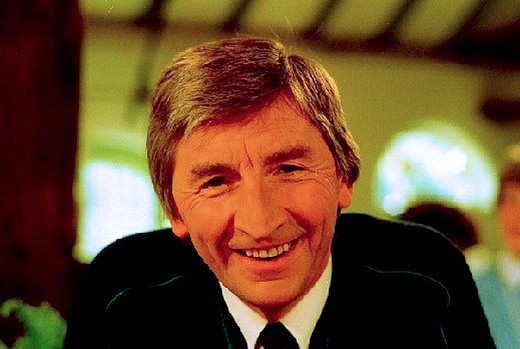
Tv-presentator Henk Binnendijk

In 1982 maakte de EO een bestuurscrisis door die leidde tot het aftreden en vrijwel direct daarna het onverwachtse overlijden van Glashouwer, die vanaf 1971 tot 1983 voorzitter van de omroep was geweest. Het beleid, waar activist Bert Dorenbos (van 1974 tot 1987 directeur van de EO) een van de belangrijkste architecten was geweest, kwam onder vuur te liggen. Door de legalisering van abortus, eind 1980, ervoer men Nederland niet langer als een christelijk land. De strategie tot dan toe gevolgd: het christelijk erfgoed beschermen en behouden, volstond, althans volgens veel medewerkers binnen de EO, niet meer. Men moest volgens hen nu gaan evangeliseren.
Vlak na de bestuurscrisis leidde Dorenbos de EO in een ledenwervingsactie naar de B-status, die in oktober 1984 van kracht werd. De EO had nu meer dan 250.000 leden. De leiding lag, na de activistische pioniersfase onder Glashouwer, in de handen van de veel zakelijker handelende Jan Meulink (oud-Kamerlid namens de ARP) en dominee Jan Hendrik Velema (een van de oprichters van de RPF). De extra zendtijd werd ingevuld met onder andere nieuwe evangeliserende programma's, zoals het kinderprogramma Bunkeren (1988-1990) van de poppenspeler Aad Peters, Feike ter Veldes God verandert mensen (de voorloper van De Verandering) en het programma Vrouw-Zijn (tussen 1984 en 1996) dat onder meer door Marion Lutke werd gepresenteerd en dat een belangrijke rol speelde bij de emancipatie van de orthodox-protestantse vrouw. In het kader van het programma werden al snel vrouwenbijeenkomsten georganiseerd. Die werden omgedoopt tot Eva-dagen wanneer de EO het tijdschrift Eva voor christenvrouwen lanceert. Pas begin jaren negentig begonnen de kijkcijfers van de EO te stijgen, vooral dankzij de natuurprogramma's: Haaien, jagers van de zee scoorde bijvoorbeeld meer dan een miljoen kijkers, ongekend voor een EO-programma.

### Evangeliserende omroep (1992-2005)

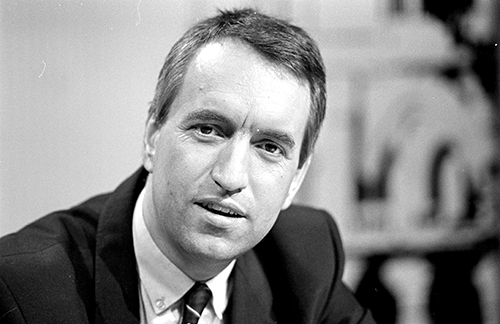
Knevel (1987)

De tweede helft van de jaren tachtig vormde dus een overgangsperiode, waarin de EO begon te beseffen dat Nederland 'post-christelijk' was. De aandacht verschoof enigszins van het maken van programma's om het eigen standpunt te verkondigen (vaak vooral bekeken door de eigen christelijke achterban), naar programma's voor een minder of zelfs niet-christelijk publiek. Deze konden evangeliserend zijn of zelfs geen duidelijke raakvlakken met het christelijk geloof vertonen. Een voorbeeld van dat laatste is Het Familiediner waarin Bert van Leeuwen gebroken families de eerste stap wil laten zetten om tot elkaar te komen. In de jaren negentig veranderde de Evangelische Omroep van een stichting in een vereniging en werd de nieuwe evangeliserende strategie nog verder doorgevoerd. In het najaar van 1992 startte de talkshow Het Elfde Uur waarin met bekende en minder bekende gasten onder leiding van Andries Knevel werd gediscussieerd over onderwerpen uit de actualiteit. In de periode van 1994 tot 2003 maakte Otto de Bruijne diverse programma's voor de EO zoals Otto in Afrika (1995), Otto op Zoek (1996-1999) en Omega (2003). De gapende kloof tussen christenen en niet-christenen groeide nog altijd en steeds meer programma's waren gericht op het overbruggen van die kloof; zo ging in 1993 de serie Fifty-Fifty van start waarin Binnendijk gesprekken aanging met bekende Nederlanders met zeer uiteenlopende levensopvattingen en startte in het najaar van 1996 Jong waarin jongeren aan het woord kwamen met een bijzonder verhaal over uiteenlopende onderwerpen.

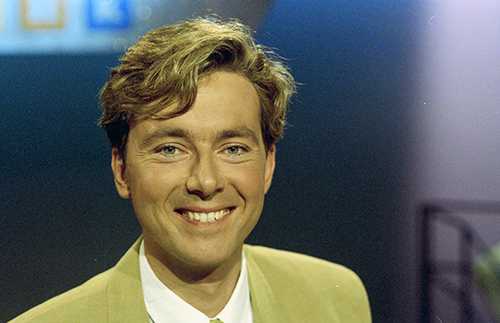
Presentator Bert van Leeuwen (1991)

De komst van commerciële televisie vanaf 1989 bedreigde het publieke bestel in het algemeen en de EO in het bijzonder. Doordat de omroepen aan marktaandeel verloren werden kijkcijfers belangrijker - en die had de EO niet. Bovendien groeide de VPRO naar de A-status, waardoor deze meer zendtijd kreeg en de EO als B-omroep minder. Dit vormde de aanleiding, eind 1991, voor een ledenwervingsactie die de EO in krap twee maanden tijd deed groeien van 330.000 naar 550.000 leden. Hiermee werd ook de EO A-omroep en kreeg in plaats van minder, juist méér zendtijd. Om te concurreren met publieke en commerciële omroepen ging de EO voor het eerst in zijn bestaan samenwerken: in 1992 startte 2Vandaag, een actualiteitenprogramma dat de EO met Veronica en TROS op Nederland 2 maakte. De EO ging ook dramaseries maken, waarbij het (eveneens voor het eerst in zijn bestaan) samenwerkte met producent Joop van den Ende.
Ook ging de EO vanaf medio jaren negentig voor het eerst tv-programma's uitzenden op zondag. De omroep deed dit al sinds begin jaren tachtig op de radio, maar dit was in eigen kring omstreden. Tegenstanders stelden dat de EO het publiek hiermee verleidde om op zondag voor de buis te hangen, in plaats van tijd aan elkaar te besteden of naar de kerk te gaan. Bovendien was in bepaalde orthodox-protestantse kringen het tv-kijken op zondag taboe. Voorstanders zagen in uitzenden op zondag echter een unieke kans om zowel christenen (die bijvoorbeeld op zondag niet naar de kerk konden gaan) als niet-christenen te bereiken met het evangelie. Tot 2006 bleef uitzenden op zondag bescheiden: alleen het programma Nederland Zingt (op Zondag) was op tv te zien.

### Samenwerkingen (2006-heden)
Toen de Nederlandse Publieke Omroep in 2006 zijn zenders opnieuw indeelde verminderden de mogelijkheden voor de EO om op Nederland 3 uit te zenden. Deze zender werd namelijk ingericht als jongerennet. Halverwege 2007 zette de EO een nieuwe toon aan in programma's als 40 dagen zonder seks, waardoor er nieuwe mogelijkheden ontstonden voor Nederland 3. Tussen 2009 en 2021 werd voor kinderen tussen 9 en 12 jaar Checkpoint uitgezonden op NPO 3, gepresenteerd door Klaas van Kruistum (2009-2015) en Rachel Rosier (2016-2020). Op 16 oktober 2014 won het programma de Gouden Stuiver voor het beste kinderprogramma van 2014. De serie Hallo, ik heb kanker van Rosier won in 2022 de Televizier-Ring Jeugd. Ook het actualiteitenprogramma Knevel & Van den Brink stond bekend als de christelijke tegenhanger van VARA's Pauw & Witteman. Naar aanleiding van de Tweede Kamerverkiezingen van 2012 ging Knevel & Van den Brink een samenwerking aan met Pauw & Witteman, onder de naam 1 Voor de Verkiezingen.

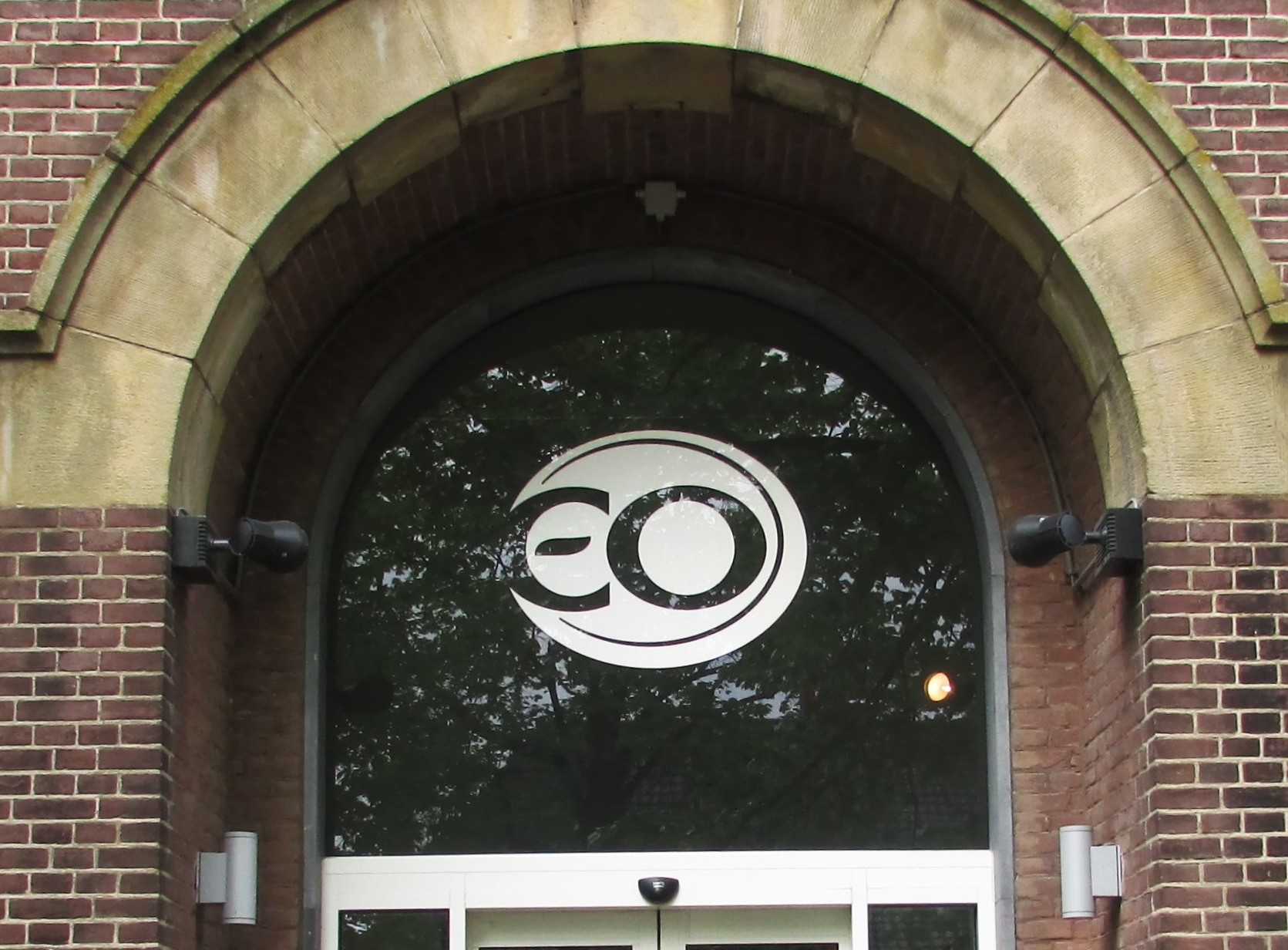
EO-logo tot 2020

Eind 2012 maakte het kabinet-Rutte II bekend dat de zendtijdregeling voor de kleine, op religieuze en geestelijke grondslag opererende, zogenaamde 2.42-omroepen zal worden beëindigd per 1 januari 2016. Dit betekent het einde voor onder andere Zendtijd voor Kerken (ZvK) en de IKON. Aanvankelijk zouden deze omroepen met het ingaan van de nieuwe medialicentie in 2015 samen met RKK meegaan in de fusie tussen KRO en NCRV. De kabinetsplannen voor 2016 gaven echter aanleiding voor een nieuwe strategie. ZvK en IKON kozen voor samenwerking met de EO en op 8 juli 2013 verhuisden IKON en ZvK naar het gebouw van de EO. Vanaf 1 januari 2016 hielden beide omroepen definitief op te bestaan. De EO nam een aantal werknemers en programma's over zoals De Nachtzoen, het inzamelingsprogramma Wilde Ganzen en Het Vermoeden. Sinds 2016 heeft ook het geluid van de Joodse Omroep een plaats in de zendtijd van de EO met programma's als Naches, Je zal maar uitverkoren zijn en Vraag het een rabbijn. De drie stromingen - het orthodoxe Nederlands Israëlitisch Kerkgenootschap, de Portugese Joden en de liberale Joden - waren allemaal unaniem in de keuze voor de EO. Er is jaarlijks voor 23 uur televisie 900.000 euro geoormerkt. De laatste directeur van de Joodse Omroep, Alfred Edelstein, werd tot zijn pensionering eindredacteur van de Joodse redactie. Hij verdeelde dit bedrag over enkele grote documentaires. In 2018 stelde de EO dat er geen aanvragen gedaan mochten worden bij het NPO Fonds waardoor de redactie uitweek naar onder meer Maror. In 2024 werd hij opgevolgd door Rachel Levy.
In 2016 zocht het Nederlands Dagblad naar intensieve samenwerking met de EO, onder de naam Dag6. Deze investering in de toekomst van christelijke journalistiek leidde in eerste instantie tot het lanceren van eigentijdse media als apps en video's via smartphone en tablet, maar ook een weekblad. Per 1 mei 2018 werd echter de stekker uit de app en het weekblad getrokken, vanwege een gebrek aan abonnees.
Door dalende STER-inkomsten van 60 miljoen euro voor de hele publieke omroep dreigde de EO voor 2019 in inkomsten terug te gaan van 9 naar 4 miljoen euro. Daarmee halveerde de zendtijd van levensbeschouwelijke programma's als Adieu God?, De Kist, De Grote Bijbelquiz, Ik mis je, Geloof en een Hoop Liefde en De Verandering (sinds 1984 op tv), omdat kijkcijfers hierin lager lagen vergeleken met andere publieke omroepen. Gevolgen waren ook dat het voortbestaan van de EO Jongerendag en de Nederland Zingt-dag in gevaar is.
Tussen 25 maart tot 16 december 2020 was er elke werkdag Nietalleen.nl, een interactief tv-programma dat tijdens de coronacrisis probeerde om mensen met een hulpvraag via lokale organisaties of kerken in contact te brengen. In april 2023 startte het live-lunchprogramma Dit is de Middag dat elke maandag en woensdag werd uitgezonden op het tijdstip dat Ongehoord Nieuws uitzendingen had op dinsdag- en donderdagmiddag.

## Televisie

### Amusement
- Allround
- Bodycheck
- Ik weet het beter
- Korenslag
- Mattheüs Masterclass
- De Pelgrimscode
- Rail Away
- Rembrandt en ik
- Superlink
- That's the Question
- Van Henegouwen VPP
- Wat weet Nederland

### Jeugd/jongeren
- 40 dagen zonder seks
- 50 Kamers, soms met uitzicht
- Anti Pest Club
- BlinQ
- Checkpoint
- De Ark van Stekeltje
- De Rooie Draad
- De Smerige Quiz
- EO Kinderkrant
- D'r kan nog meer bij
- Elly en de Wiebelwagen
- Fataal
- Hallo, ik heb kanker
- Helden en Herrieschoppers
- Hip voor Nop
- Hotdog TV
- Ik ben Benjamin Ben
- IJSSTRIJD!
- Jong
- Love Match
- Mir@kel
- Olly, het kleine witte busje
- Omega Code
- Ontopic
- Oorlog-stories (2020)
- Oorlog-stories (2022)
- Prinsen en Prinsessen
- Retourtje Israël
- Topdoks
- Verborgen Verhalen
- Vreemde Tralies
- Lief monster
- Pipi, Pupu & Rosemarie
- Mijn Liefste vriendjes Teigetje en Poeh

### Maatschappij en actualiteit
- De Tafel van Tijs
- De Vijfde Dag
- Debat op 1 (samen met NCRV)
- Dit is de Middag
- Een betere buurt
- Een buitengewoon gesprek (2025)
- God in de Lage Landen
- Het Elfde Uur
- Het IJsjournaal
- Jojanneke in de Prostitutie
- Knevel & Van den Brink
- Nederland Helpt
- Nietalleen.nl
- NieuwLicht
- Netwerk (samen met NCRV)
- Op1 (diverse omroepen)
- Onverwacht Bezoek
- Uitgesproken… (samen met VARA en WNL)
- Van Rossem in Amerika
- Villa single mama
- Waar was u toen

### Verkondigend
- De Verandering
- Fifty-Fifty
- Herberg de Verandering
- Kerkdienst
- Jezus van Nazareth (EO)
- Nederland Zingt/De Kapel
- Op zoek naar een wonder
- Op zoek naar God
- Peter
- Šimek voor de Verandering
- The Passion
- Zij gelooft, zij niet

### Human interest
- Autistisch, wat nu
- Adieu God?
- Blauw Bloed
- De Kist
- De tijd van je leven
- De Weddingplanner
- Enkeltje Verweggistan
- Fearfighters
- Galileo
- Geen weg terug
- Geloof & 'n Hoop Liefde
- Gezocht
- Grenzeloos verlangen
- Het Familiediner
- Hoe doe jij dat.nu
- Hoogvliegers
- Huize Huisman
- Ik mis je
- In de praktijk
- In voor- en tegenspoed
- Kanjers
- Marc's Angels
- Marry me again
- Oases in de Oriënt
- Per ongeluk
- Rail Away
- Schatjes
- Tot de dood ons scheidt
- 't Zal je maar gebeuren
- Zo kan het ook

### Medisch
- Afslag UMC
- De dorpsdokter
- Ingang Oost
- Na de diagnose
- Kids met camera's, het ziekenhuis door kinderogen
- De polikliniek
- De stadsdokter
- De straatdokter
- Voor dik en dun
- Zij houden Nederland in leven

## Radio
- Andries Radio
- De Gouden Greep
- De Muzikale Fruitmand
- Dit is de Dag
- Dit is de Nacht
- Dit is de Zaterdag
- Dit is de Zondag
- Een goede zondag
- EO Door de Week
- EO Live
- EO.nl
- Groot Nieuws (EO)
- Holy Hits
- Joram
- Jouw Weekendfinale!
- Langs de Lijn En Omstreken
- Musica Religiosa
- Nederland Zingt Gospel
- Nog even zondag
- Onderweg (EO)
- Open Huis
- Praise op Zaterdag
- Tannaz
- Thank God It's Sunday
- Thuis op 5
- Van Steeg tot 1
- Vroeg op 5
- Zin, Zout en Zegen

## Podcast
- Adieu God?
- Alle registers open
- BEAM
- Bijbelpodcast Eerst dit!
- Blauw Bloed
- De Eerste Zin
- De Fragiele Droom
- De Jodcast Podcast
- De Kist
- De Ongelooflijke Podcast
- De Spindoctors
- De Stem
- Denkstof
- Deze Week
- Dit Dus!
- Dit is de Bijbel
- Dit is de Dag
- Dit is de Zondag
- Een Betere Podcast
- Eerst Dit voor Kids
- Eik & ik
- Europa draait door
- Frankie
- God's President
- Goed Werk
- Het Kan Je Buurman Zijn
- Holy Hits
- Ik mis je
- Lazarus staat op
- Levensbepalend
- Rock my soul
- Scheppingsdrift
- Searching for the soul
- Seks met Sokken
- Tour de Tijs
- Vergeef het Maar
- Verhalen uit de schatkist
- Virusfeiten
- ZOUT!

## Andere activiteiten
Naast radio, televisie en podcast houdt de EO zich onder andere ook bezig met het uitgeven van tijdschriften zoals Visie (omroepgids), Eva (voor vrouwen) en BEAM magazine (jongerenblad). Ook gaf de EO sinds 2006 de krant Christenen in Contact (CC) uit. Deze krant was in veel kerken en andere gelegenheden waar christenen samenkomen gratis verkrijgbaar. In november 2007 bepaalde het Commissariaat voor de Media echter dat CC strijdig was met artikel 57a van de Mediawet en dat de EO derhalve de uitgave ervan moest beëindigen. Na mislukte onderhandelingen met de Protestantse Kerk in Nederland rondom overname van de exploitatie hield CC in het voorjaar van 2008 ophield te verschijnen.
Verder heeft de EO een eigen jongerenafdeling: BEAM. BEAM bestaat uit een online community en organiseert evenementen zoals de EO-Jongerendag, een evenement met gospelartiesten en inspiratie gericht op de jeugd. Naar aanleiding van beperkingen van kerkdiensten door coronamaatregelen, startte de jongerenafdeling in 2020 de BEAM kerkdienst op NPO2 en YouTube. Eerdere activiteiten waren onder andere het Beamfestival in de Melkweg met christelijke artiesten en sprekers en een eigen online radiozender.
Ook voor andere doelgroepen organiseert de EO evenementen, zoals de Nederland Zingt-dag en activiteiten voor vrouwen onder de naam Eva (voorheen VrouwZijn). Voor kinderen organiseert de omroep vanuit Checkpoint-dagen. Tot 2008 organiseerde de EO de EO-Gezinsdag en van 2007 tot 2012 werd ook het Flevo Festival vanuit het radiomerk Xnoizz mede georganiseerd door de EO. Andere bekende voormalige activiteiten van de EO zijn de EO-Familiedag, Ronduit-weekenden, Wervel-weekenden, 25+-conferenties en Symphony of Life.
De EO initieerde in 2000 een eigen internetfilter, FilterNet, dat websites met pornografie, geweld, drugs, godslastering en/of discriminatie blokkeerde. Deze filterdienst werd per 2019 door een externe partij voortgezet in een aparte vennootschap.

## Medewerkers
Bekende medewerkers van de Evangelische Omroep zijn (of waren):
- J.J. Akkerman (directeur 1970-1972)
- Kefah Allush
- Arie Baanstra
- Dick Baarsen
- Reinier van den Berg
- Jojanneke van den Berge
- Dirk-Jan Bijker
- Rebecca Bijker
- Henk Binnendijk
- Ad de Boer (directeur 1993-2006)
- Arie Boomsma
- Herman Boon
- Jan van den Bosch
- Mirjam Bouwman
- Tijs van den Brink
- Jurjen ten Brinke
- Hans Bronkhorst
- Joanne Brouwer
- Koen Brouwer
- Otto de Bruijne
- Marc Dik
- Bert Dorenbos (directeur 1974-1987)
- Janny Fijnvandraat
- Margje Fikse
- Johan Frinsel sr.
- Danny Ghosen
- Willem Glashouwer jr.
- Willem Glashouwer sr. (voorzitter 1971-1983, medeoprichter)
- Michiel Gouman
- Jan van der Graaf
- Wim Grandia
- Hannah Groen
- Elsbeth Gruteke
- Henk Hagoort (directeur 2000-2008)
- Evert ten Ham
- Herman Hegger (medeoprichter)
- Menno Helmus
- Tom Herlaar
- Pim van der Hoff
- Marja Hofstee
- Miranda van Holland
- Henny Huisman
- IJsbrand Jacobs (directeur 1972-1974)
- Pieter van Kampen
- Aad Kamsteeg
- Ben Ketting
- Jan Kits sr. (medeoprichter)
- Renze Klamer
- Wim Klein Haneveld
- Dolf Kloek
- Andries Knevel (programmadirecteur 2000-2006)
- Wim de Knijff
- Janneke de Kruijf
- Klaas van Kruistum
- Henriëtte Laan
- Paul van der Laan
- Geertjan Lassche
- Meindert Leerling
- Bert van Leeuwen
- Arjan Lock (directeur 2008-heden)
- Marion Lutke
- Tom Mikkers
- Marjan Moolenaar
- Jaap Mouissie
- Willem Ouweneel
- Aad Peters
- Bert Pol
- Arie Pronk
- Albert Ramaker (medeoprichter)
- Oswin Ramaker
- Henk van Rhee
- Lanny van Rhee-Tan
- Bep van Rij
- Regina Romeijn
- Jan-Willem Roodbeen
- Christa Rosier
- Rachel Rosier
- Peter Scheele
- Edith Schouten
- Elbert Smelt
- Willem Smouter
- Jeroen Snel
- Rob van der Spek
- Yvonne Sprunken
- Henk van Steeg
- Wigle Tamboer
- Arie van der Veer (o.a. voorzitter 1990-2008)
- Dolf van de Vegte
- Feike ter Velde
- Peter ter Velde
- Frank van der Velde
- Dwight van van de Vijver
- Jan Hendrik Velema (o.a. voorzitter 1983-1990)
- Kees van Velzen
- Manuel Venderbos
- Emerson Vermaat
- Huib Verweij
- Alma de Vries
- Carla van Weelie
- Saskia Weerstand
- Herman Wegter
- Anne Westerduin
- Hella van der Wijst
- Elly Zuiderveld-Nieman (zie ook Elly en Rikkert)
- Martin Zonnenberg
- Anne-Mar Zwart
- André Zwartbol

## In het nieuws

### Afwijzing sollicitant wegens lidmaatschap NVJ
In 1984 werd de eerste sollicitatie van Marjan Moolenaar bij de EO afgewezen wegens haar lidmaatschap van de Nederlandse Vereniging van Journalisten.

### Ophef over verwijderen evolutietheorie in natuurdocumentaires
In juli 2007 kwam er kritiek op de EO nadat evolutiebioloog Gerdien de Jong van de Universiteit Utrecht via de media er op had gewezen dat passages over de evolutietheorie in de BBC-serie Het Leven van Zoogdieren (in het Engels The Life of Mammals) van de bekende Britse natuurdocumentairemaker David Attenborough door de EO verwijderd of aangepast waren. De Evangelische Omroep gaf te kennen deze passages uit de betreffende documentaire te hebben verwijderd of aangepast omdat de films zo passen bij de identiteit van de omroep, een praktijk die de EO al sinds jaar en dag toepast. EO-directeur Henk Hagoort ontkende dat de boodschap van de documentairemaker daarmee verdraaid werd.
Aanvankelijk had Attenborough zelf geen probleem met de acties van de EO. Later (oktober 2007) bleek dat toch het geval, na een protestactie van De Jong en haar collega Hans Roskam die de verwijderingen middels een handtekeningenactie onder Nederlandse en Vlaamse wetenschappers bij de BBC aanhangig hadden gemaakt. Bijna vierhonderd wetenschappers ondertekenden daarop een petitie waarin de BBC werd verzocht geen 'censuur' toe te laten in de door hen verkochte natuurprogramma's. Attenborough schreef in een brief dat hij de schrappingen "erg spijtig" vond, deelde voorts mee dat hij de BBC hierover had aangesproken en dat deze ervoor zou gaan zorgen dat zijn televisieprogramma's niet meer wezenlijk zouden mogen worden gewijzigd. De EO distantieerde zich van de aantijgingen maar ging in januari 2008 in op het verzoek van de BBC om de aangepaste dvd uit de handel te nemen.

### Directeur Henk Hagoort hoofd van Nederlandse Publieke Omroep
Algemeen directeur Henk Hagoort werd per 1 juni 2008 voorzitter van de raad van bestuur van de Nederlandse Publieke Omroep (NPO).

### Stopzetten Omega TV
In december 2008 moest de EO stoppen met het uitzenden via het themakanaal Omega TV. Omega TV was een Nederlands themakanaal dat zich richtte op evangelische en aanverwante christenen en behoorde tot het portaal Nederland 4 van de Nederlandse Publieke Omroep. Het kanaal werd beheerd door de Evangelische Omroep. Via het themakanaal werden veel oude EO-programma's uitgezonden. Het themakanaal moest stoppen omdat de NPO bepaalde dat de 17 themakanalen van Nederland 4 terug moesten naar 12 themakanalen. De EO reageerde teleurgesteld op het besluit.

### Verontrusting na verklaring Andries Knevel over scheppingsverhaal
Begin 2009 veroorzaakte oud-programmadirecteur en (radio)presentator Andries Knevel de nodige ophef binnen de EO door voor de televisiecamera een verklaring te ondertekenen waarin hij officieel afstand nam van een letterlijke opvatting van de schepping uit Genesis hoofdstuk 1 en zijn spijt te betuigen in EO-gids Visie over hoe hij daar vroeger mee om was gegaan ten overstaan van leden en anderen. Knevel had slechts de discussie over schepping of evolutie gaande willen houden, zo deelde hij mee. Zijn verklaring viel samen met de viering van het Darwinjaar, de herdenking van het 200ste geboortejaar van de ontwerper van de evolutietheorie, de Engelse natuuronderzoeker Charles Darwin.

Ook een andere EO-coryfee, Willem Ouweneel, gaf op televisie aan Genesis 1 niet meer letterlijk op te vatten.

Het optreden van beiden werd door een deel van de achterban van de EO sterk bekritiseerd, vooral oud-directeur Bert Dorenbos trok fel van leer. Iets meer dan zestig procent van de EO-leden is een letterlijke uitleg van Genesis 1 toegedaan.

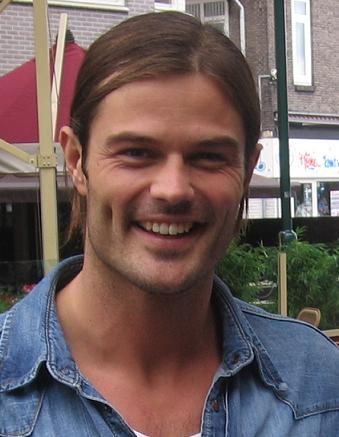
Tv-presentator Arie Boomsma

### Schorsing van Arie Boomsma vanwege pikante fotosessie
EO-presentator Arie Boomsma werd op 3 maart 2009 door de directie voor drie maanden geschorst omdat hij schaars gekleed had gemodelleerd in een fotosessie voor het blad L'Homo, een speciale editie onder redactie van LINDA. Directeur Arjan Lock gaf als reden dat een dergelijke wijze van poseren onbetamelijk is voor een medewerker van de EO en nadelig voor het imago van de omroep. Boomsma betuigde zijn spijt en verklaarde het besluit te aanvaarden alsook de komende tijd te proberen het vertrouwen weer te herstellen.

### Afblazen cabaretprogramma
In augustus 2009 werd bekend dat de EO stopte met de productie van het cabaretprogramma Loopt een man over het water.... Dit programma zou gepresenteerd worden door Arie Boomsma, maar werd als gevolg van grote kritiek van de achterban geschrapt. De directie van de EO annuleerde het programma omdat alle negatieve beeldvorming er inmiddels toe geleid zou hebben dat mensen een onjuist beeld hadden van het programma (bijvoorbeeld dat het bestaat uit enkel grappen over God), waardoor het niet meer mogelijk is om het oorspronkelijke doel, namelijk om met niet-gelovige mensen op laagdrempelige en aantrekkelijke wijze het gesprek over Jezus te openen, te halen. Op basis van dit incident en het vorige rondom zijn schorsing besloot Boomsma de EO per 1 oktober 2009 te verlaten.

### De Grote Jezus Quiz
De Evangelische Omroep bood in april 2012 haar excuses aan voor organiseren van De Grote Jezus Quiz. In deze quiz, gepresenteerd door Klaas van Kruistum, namen bekende Nederlanders het tegen elkaar op. Zo moesten zij bijvoorbeeld over water proberen te lopen. Dit en verschillende andere onderdelen ging gepaard met veel humor, waarbij verschillende blasfemische grappen werden gemaakt. Dit kwam de EO op veel kritiek te staan. Volgens eigen zeggen had de omroep "de plank misgeslagen".

### Samenwerking met IKON/ZvK
Eind 2012 maakte het kabinet-Rutte II bekend dat de regeling voor levensbeschouwelijke omroepen per 1 januari 2016 zou worden beëindigd. Dit betekende het einde voor de IKON en Zendtijd voor Kerken. Aanvankelijk zouden de omroepen met het ingaan van de nieuwe medialicentie in 2015 samen met RKK en IKON meegaan in de fusie tussen KRO en NCRV. De kabinetsplannen voor 2016 gaven echter aanleiding voor een nieuwe strategie. ZvK en IKON kozen voor samenwerking met de EO. Een aantal IKON-presentatoren, zoals Hella van der Wijst en Tom Mikkers vonden een nieuw thuis bij de EO. Ook nam de Evangelische Omroep een aantal programma's over, waaronder Het Vermoeden. De EO-directie stelde dat zij alle kerkelijke stromingen wil vertegenwoordigen. Een deel van de EO-achterban kon zich niet vinden in de nieuwe koers van de EO. De IKON vertegenwoordigt van oorsprong een veel vrijzinnigere stroming binnen het Nederlands protestantisme dan de EO. Zo schreef een aantal prominenten uit de achterban in september 2016 een brief waarbij zij de indruk uitspraken dat de EO de theologische ligging van de IKON voortaan tot de geestelijke achtergrond van de EO rekende. Dit mondde er vervolgens in uit dat een viertal leden in 2017 in een publieksactie EO Duidelijk zich hier tegen uitspraken, onder meer omdat ze van mening waren dat vrijzinnigheid een onevenredig grote invloed kreeg op de EO. In september 2019 trokken aanjager Marten Visser en voormalig EO-medewerker Kees van Velzen zich terug uit de 67 leden tellende EO-ledenraad. Al eerder ex-EO-medewerkers als Jan van den Bosch, Bert Dorenbos, Henk Binnendijk, Evert ten Ham en Willem Glashouwer jr. het niet meer eens met de volgens hen "steeds meer verwaterende en wereldgelijkvormig wordende" koers van de EO en stapten over naar "het meer Bijbelgetrouwe" Family7 van oprichter en oud-EO-medewerker Dolf van de Vegte.